# Apichoak Seerawong
Apichoak Seerawong (thailändisch อภิโชค ศรีระวงค์, * 2. Februar 1995), auch als Jay bekannt, ist ein thailändischer Fußballspieler.

## Karriere
Apichoak Seerawong stand bis Ende 2019 beim Chainat United FC unter Vertrag. Der Verein aus Chainat spielte in der vierten Liga des Landes, der Thai League 4, in der Western Region. Für Chainat absolvierte er 22 Viertligaspiele. Anfang 2020 wechselte er zum Zweitligisten Samut Sakhon FC. Der Klub aus Samut Sakhon spielte in der zweithöchsten Liga des Landes, der Thai League 2. Mitte 2020 unterschrieb er einen Vertrag beim Ligakonkurrenten Kasetsart FC in der thailändischen Hauptstadt Bangkok. Sein Zweitligadebüt für Kasetsart gab er am 13. September 2020 im Auswärtsspiel gegen den Lampang FC. Hier wurde er in der 57. Minute für Kitphom Bunsan eingewechselt. Für Kasetsart stand er siebenmal in der zweiten Liga auf dem Spielfeld. Anfang Januar 2021 wechselte er zum Ligakonkurrenten Chainat Hornbill FC. Für den Verein aus Chainat bestritt er 59 Ligaspiele. Nach der Saison wurde sein Vertrag im Sommer 2023 nicht verlängert. Im Juli 2023 nahm ihn der in Samut Prakan beheimatete Zweitligist Samut Prakan City FC unter Vertrag. Nach acht Zweitligaspielen wechselte Seerawong im Januar 2024 nach Uthai Thani zum Erstligisten Uthai Thani FC. Nach zwei Ligaspielen wurde sein Vertrag im Sommer 2024 nicht verlängert. Im Juli 2024 wurde er vom Erstligaabsteiger Police Tero FC unter Vertrag genommen.